# Список кардиналов, возведённых папой римским Львом XIII
Кардиналы, возведённые Папой римским Львом XIII — 147 прелатов были возведены в сан кардинала на двадцати семи Консисториях за 25 лет понтификата Льва XIII. В период понтификата Льва XIII имело место возведение в сан кардинала второго представителя Северной Америки — кардинала Джеймса Гиббонса, архиепископа Балтимора, а также представителя Африки — архиепископа Алжира Шарля Лавижери.
Самой большой консисторией, была Консистория от 16 января 1893 года, на которой было назначено шестнадцать кардиналов.

## Консистория от 12 мая 1879 года
- Фридрих Эгон фон Фюрстенберг, архиепископ Оломоуца (Австро-Венгрия);
- Флориан-Жюль-Феликс Депре, архиепископ Тулузы и Нарбонна (Франция);
- Лайош Хайнальд, архиепископ Калочи-Бача (Австро-Венгрия);
- Луи-Эдуар-Франсуа-Дезире Пье, епископ Пуатье (Франция);
- Америку Феррейра душ Сантуш Силва, епископ Порту (Португалия);
- Гаэтано Алимонда, епископ Альбенги (Италия);
- Джузеппе Печчи, вице-библиотекарь Ватиканской Апостольской Библиотеки (Италия);
- Джон Генри Ньюмен, Orat. (Великобритания);
- Йозеф Хергенрётер, префект Папского Дома (Германия);
- Томмазо Мария Дзильяра, O.P., ректор Колледжа святого Фомы делла Минерва (Италия).

## Консистория от 19 сентября 1879 года
- Пьер Франческо Мелья, апостольский нунций во Франции (Италия);
- Джакомо Каттани, апостольский нунций в Испании (Италия);
- Лодовико Якобини, апостольский нунций в Австро-Венгрии (Италия);
- Доменико Сангуиньи, апостольский нунций в Португалии (Италия).

## Консистория от 13 декабря 1880 года
- Андон Бедрос IX Хассун, патриарх Киликии армян (Османская империя);
- Карло Лауренци (Италия);
- Франческо Риччи Параччани, префект Папского Дома (Италия);
- Пьетро Лазаньи (Италия).

## Консистория от 27 марта 1882 года
- Доменико Агостини, патриарх Венеции (Италия);
- Шарль-Мартиаль-Аллеман Лавижери, M.Afr., архиепископ Алжира (Алжир);
- Хоакин Льюк-и-Гарриха, O.C.D., архиепископ Севильи (Испания);
- Эдуард Маккейб, архиепископ Дублина (Ирландия);
- Анджело Якобини, асессор Верховной Священной Конгрегации Римской и Вселенской Инквизиции (Италия).

## Консистория от 25 сентября 1882 года
- Анджело Бьянки, апостольский нунций в Испании (Италия);
- Влодзимеж Чацкий, апостольский нунций во Франции (Польша);

## Консистория от 24 марта 1884 года
- Жозе Себаштьян де Алмейда Нету, O.F.M.Disc., патриарх Лиссабона (Португалия);
- Гульельмо Санфеличе д’Аквавелла, O.S.B.Cas., архиепископ Неаполя (Италия).

## Консистория от 10 ноября 1884 года
- Микеланджело Челезия, O.S.B.Cas., архиепископ Палермо (Италия);
- Антолин Монескильо-и-Висо, архиепископ Валенсии (Испания);
- Гульельмо Массайя, O.F.M.Cap., титулярный архиепископ Страурополиса (Италия);
- Целестин Йозеф Гангльбауэр, O.S.B., архиепископ Вены (Австро-Венгрия);
- Сеферино Гонсалес-и-Диас Туньон, O.P., архиепископ Севильи (Испания);
- Кармине Гори-Мерози, секретарь Священной Консисторской Конгрегации и Священной Коллегии Кардиналов (Италия);
- Иньяцио Мазотти, секретарь Священной Конгрегации по делам епископов и монашествующих (Италия);
- Исидоро Верга, секретарь Священной Конгрегации Собора (Италия).

## Консистория от 27 июля 1885 года
- Пауль Лудольф Мельхерс, бывший архиепископ Кёльна (Германия);
- Альфонсо Капечелатро ди Кастельпагано, Orat., архиепископ Капуи (Италия);
- Франческо Баттальини, архиепископ Болоньи (Италия);
- Фрэнсис Патрик Моран, архиепископ Сиднея (Австралия);
- Плачидо Мария Скьяффино, O.S.B.Oliv., секретарь Священной Конгрегации по делам епископов и монашествующих (Италия);
- Карло Кристофори, генеральный аудитор Апостольской Палаты (Италия).

## Консистория от 7 июня 1886 года
- Виктор-Феликс Бернаду, архиепископ Санса (Франция);
- Эльзеар-Александр Ташро, архиепископ Квебека (Канада);
- Бенуа-Мари Ланженьё, архиепископ Реймса (Франция);
- Джеймс Гиббонс, архиепископ Балтимора (США);
- Шарль-Филипп Пляс, архиепископ Ренна (Франция);
- Аугусто Теодоли, префект Папского Дома (Италия);
- Камилло Маццелла, S.J. (Италия).

## Консистория от 14 марта 1887 года
- Серафино Ваннутелли, апостольский нунций в Австро-Венгрии (Италия);
- Гаэтано Алоизи Мазелла, бывший апостольский нунций в Португалии, каноник патриаршей Латеранской базилики (Италия);
- Луиджи Джордани, архиепископ Феррары (Италия);
- Камилло Сичилиано ди Ренде, архиепископ Беневенто (Италия);
- Мариано Рамполла дель Тиндаро, апостольский нунций в Испании (Италия).

## Консистория от 23 мая 1887 года
- Луиджи Паллотти, аудитор Апостольской Палаты (Италия);
- Агостино Бауза, O.P., магистр Священного дворца (Италия).

## Консистория от 11 февраля 1889 года
- Джузеппе Бенедетто Дузмет, O.S.B. Cas., архиепископ Катании (Италия);
- Джузеппе д’Аннибале, асессор Верховной Священной Конгрегации Римской и Вселенской Инквизиции (Италия);
- Луиджи Макки, префект Священного Апостольского дворца (Италия).

## Консистория от 24 мая 1889 года
- Франсуа-Мари-Бенжамен Ришар де ла Вернь, архиепископ Парижа (Франция);
- Жозеф-Альфред Фулон, архиепископ Лиона (Франция);
- Эме-Виктор-Франсуа Гильбер, архиепископ Бордо (Франция);
- Петрус-Ламбертус Госсенс, архиепископ Мехелена (Бельгия);
- Франциск де Паула фон Шёнборн, архиепископ Праги (Австро-Венгрия);
- Акилле Аполлони, вице-камерленго Святой Римской Церкви (Италия);
- Гаэтано де Руджеро, регент Апостольской Канцелярии (Италия).

## Консистория от 30 декабря 1889 года
- Винченцо Ваннутелли, апостольский нунций в Португалии (Италия).

## Консистория от 23 июня 1890 года
- Себастьяно Галеати, архиепископ Равенны (Италия);
- Гаспар Мермийо, епископ Лозанны и Женевы (Швейцария);
- Альбин Дунаевский, князь-епископ Кракова (Австро-Венгрия).

## Консистория от 1 июня 1891 года
- Луиджи Ротелли, апостольский нунций во Франции (Италия);
- Антон Йозеф Груша, архиепископ Вены (Австро-Венгрия).

## Консистория от 14 декабря 1891 года
- Фулько Луиджи Руффо-Шилла, магистр Папского Дома и префект Апостольского дворца (Италия);
- Луиджи Сепьяччи, O.E.S.A., секретарь Священной Конгрегации по делам епископов и монашествующих (Италия).

## Консистория от 16 января 1893 года
- Джузеппе Гуарино, архиепископ Мессины (Италия);
- Марио Моченни, субститут Государственного секретариата Святого Престола (Италия);
- Амилькаре Малагола, архиепископ Фермо (Италия);
- Анджело Ди Пьетро, апостольский нунций в Испании (Италия);
- Бенито Санс-и-Форес, архиепископ Севильи (Испания);
- Гийом-Рене Меньян, архиепископ Тура (Франция);
- Леон-Бенуа-Шарль Тома, архиепископ Руана (Франция);
- Филипп Кременц, архиепископ Кёльна (Германия);
- Иньяцио Персико, O.F.M.Cap., секретарь Священной Конгрегации Пропаганды Веры (Италия);
- Луиджи Галимберти, апостольский нунций в Австро-Венгрии (Италия);
- Майкл Лог, архиепископ Армы (Ирландия);
- Колош Ференц Васари, O.S.B.Hungarica, архиепископ Эстергома (Австро-Венгрия);
- Герберт Вон, архиепископ Вестминстера (Великобритания);.
- Георг фон Копп, князь-епископ Бреслау (Германия);.
- Адольф-Луи-Альбер Перро, Orat., епископ Отёна (Франция);
- Андреас Штайнхубер, S.J. (Германия).

## Консистория от 12 июня 1893 года
- Виктор Леко, архиепископ Бордо (Франция);
- Джузеппе Мария Гранньелло, C.R.S.P., секретарь Священной Конгрегации по делам епископов и монашествующих (Италия);
- Жозеф-Кристиан-Эрнест Бурре, епископ Родеза (Франция);
- Лёринц Шлаух, епископ Надьварада (Австро-Венгрия);
- Джузеппе Сарто, епископ Мантуи (Италия).

## Консистория от 18 мая 1894 года
- Эджидио Маури, O.P., архиепископ Феррары (Италия);
- Кириак Мария Санча-и-Эрвас, архиепископ Валенсии (Испания);
- Доменико Свампа, епископ Форли (Италия);
- Андреа Карло Феррари, епископ Комо (Италия);
- Франческо Сенья, асессор Верховной Священной Конгрегации Римской и Вселенской Инквизиции (Италия).

## Консистория от 29 ноября 1895 года
- Сильвестр Сембратович, греко-католический архиепископ Львова (Австро-Венгрия);
- Франческо Сатолли, апостольский делегат в Соединённых Штатах Америки (Италия);
- Иоганн Евангелист Галлер, архиепископ Зальцбурга (Австро-Венгрия);
- Антонио Мария Каскахарес-и-Асара, архиепископ Вальядолида (Испания);
- Джироламо Мария Готти, O.C.D., бывший апостольский интернунций в Бразилии (Италия);
- Жан-Пьер Буайе, архиепископ Буржа (Франция);
- Акилле Манара, епископ Анконы и Уманы (Италия);
- Сальвадор Касаньяс-и-Пагес, епископ Урхеля (Испания).

## Консистория от 22 июня 1896 года
- Доменико Мария Якобини, апостольский нунций в Португалии (Италия);
- Антонио Альярди, апостольский нунций в Австро-Венгрии (Италия);
- Доменико Феррата, апостольский нунций во Франции (Италия);
- Серафино Кретони, апостольский нунций в Испании (Италия).

## Консистория от 30 ноября 1896 года
- Раффаэле Пьеротти, O.P., магистр Священного дворца (Италия);
- Джузеппе Приско, каноник кафедрального собора Неаполя (Италия).

## Консистория от 19 апреля 1897 года
- Хосе Мария Мартин де Эррера-и-де-ла-Иглесия, архиепископ Сантьяго-де-Компостелы (Испания);
- Пьер-Эктор Кулье, архиепископ Лиона (Франция);
- Гийом-Мари-Жозеф Лабуре, архиепископ Ренна (Франция);
- Гийом-Мари-Ромен Суррьё, архиепископ Руана (Франция).

## Консистория от 19 июня 1899 года
- Джованни Баттиста Казали дель Драго, титулярный латинский патриарх Константинопольский (Италия);
- Франческо ди Паола Кассетта, титулярный латинский патриарх Антиохийский и наместник Рима (Италия);
- Алессандро Санминьятелли Дзабарелла, генеральный аудитор Апостольской Палаты (Италия);
- Дженнаро Портанова, архиепископ Реджо-Калабрии (Италия);
- Джузеппе Франчика-Нава ди Бонтифе, архиепископ Катании (Италия);
- Агостино Часка, O.E.S.A., секретарь Священной Конгрегации Пропаганды Веры (Италия);
- Франсуа-Дезире Матьё, архиепископ Тулузы (Франция);
- Пьетро Респиги, архиепископ Феррары (Италия);
- Агостино Рикельми, архиепископ Турина (Италия);
- Якоб Миссия, архиепископ Гёрца (Австро-Венгрия);
- Луиджи Тромбетта, секретарь Священной Конгрегации по делам епископов и монашествующих (Италия);
- Франческо Салезио делла Вольпе, префект Папского Дома (Италия);
- Хосе де Каласанс Вивес-и-Туто, O.F.M.Cap., генеральный дефенитор своего Ордена (Испания).

## Консистория от 15 апреля 1901 года
- Донато Мария Делл’Ольо, архиепископ Беневенто (Италия);
- Себастьяно Мартинелли, O.E.S.A., апостольский делегат в Соединённых Штатах Америки (Италия);
- Казимиро Дженнари, асессор Верховной Священной Конгрегации Римской и Вселенской Инквизиции (Италия);
- Лев Скрбенский из Гржиште, архиепископ Праги (Австро-Венгрия);
- Джулио Боски, архиепископ Феррары (Италия);
- Агостино Гаэтано Рибольди, архиепископ Равенны (Италия);
- Ян Пузына, князь-епископ Кракова (Австро-Венгрия);
- Бартоломео Бачильери, епископ Вероны (Италия);
- Луиджи Трипепи, секретарь Священной Конгрегации Обрядов (Италия);
- Феличе Каваньис, секретарь Священной Конгрегации чрезвычайных церковных дел (Италия).

## Консистория от 22 июня 1903 года
- Карло Ночелла, титулярный латинский патриарх Константинопольский, секретарь Священной Консисторской Конгрегации (Италия);
- Беньямино Кавиккьони, секретарь Священной Конгрегации Собора (Италия);
- Андреа Аюти, апостольский нунций в Португалии (Италия);
- Эмидио Тальяни, апостольский нунций в Австро-Венгрии (Италия);
- Себастьян Эрреро-и-Эспиноса-де-Лос-Монтерос, Orat., архиепископ Валенсии (Испания);
- Иоганн Баптист Качталер, архиепископ Зальцбурга (Австро-Венгрия);
- Антон Хуберт Фишер, архиепископ Кёльна (Германия).